# Ioan Florea (aviator)
Ioan Florea (n. secolul al XX-lea – d. secolul al XX-lea) a fost un pilot român de aviație, as al Aviației Române din cel de-al Doilea Război Mondial.
Adjutantul stagiar av. (r.) Ioan Florea a fost decorat cu Ordinul Virtutea Aeronautică de război cu spade, clasa Crucea de Aur cu 2 barete (4 noiembrie 1941) pentru că „într'o luptă aeriană a doborât două avioane inamice. În aceeași luptă avionul a fost grav avariat, find nevoit să ateriseze între linii de unde în timpul nopții a reușit să treacă în liniile amice” și clasa Cavaler (20 februarie 1942) „pentru eroismul de care a dat dovadă, când prin sboruri razante la suprafața pământului cu focul mitralierelor dela bord, a oprit înaintarea infanteriei bolșevice, ce pătrunsese în pozițiile artileriei Diviziei 1 Grăniceri, angajând lupta cu avioanele inamice ce susțineau infanteria cu toate că erau mult mai numeroase”.

## Decorații
- Ordinul „Virtutea Aeronautică” de Război cu spade, clasa Crucea de Aur cu 2 barete (4 noiembrie 1941)[1]
- Ordinul „Virtutea Aeronautică” de Război cu spade, clasa Cavaler (20 februarie 1942)[2]